# Mistrzostwa Świata w Maratonie MTB 2004
2. Mistrzostwa Świata w Maratonie MTB – zawody sportowe, które odbyły się w 11 lipca 2004 roku w austriackim Bad Goisern.

## Szczegóły
| Medal | Zawodnik            | Narodowość | Czas      |
| ----- | ------------------- | ---------- | --------- |
|       | Massimo de Bertolis | Włochy     | 4:37:32 h |
|       | Thomas Dietsch      | Francja    | + 2:20 m  |
|       | Bart Brentjens      | Holandia   | + 2:37 m  |
| 4     | Dario Acquaroli     | Włochy     | + 3:52 m  |
| 5     | Mauro Bettin        | Włochy     | + 4:45 m  |
| 6     | Marzio Deho         | Włochy     | + 6:00 m  |
| 7     | Stefan Sahm         | Niemcy     | + 10:37 m |
| 8     | Alban Lakata        | Austria    | + 11:15 m |
| 9     | Karl Platt          | Niemcy     | + 11:48 m |
| 10    | Carsten Bresser     | Niemcy     | + 12:23 m |

| Medal | Zawodnik         | Narodowość        | Czas      |
| ----- | ---------------- | ----------------- | --------- |
|       | Gunn-Rita Dahle  | Norwegia          | 5:28:12 h |
|       | Irina Kalentiewa | Rosja             | + 19:44 m |
|       | Blaža Klemenčič  | Słowenia          | + 21:32 m |
| 4     | Andrea Huser     | Szwajcaria        | + 23:34 m |
| 5     | Doris Posch      | Austria           | + 27:18 m |
| 6     | Daniela Louis    | Szwajcaria        | + 32:36 m |
| 7     | Dolores Rupp     | Szwajcaria        | + 33:53 m |
| 8     | Martina Deubler  | Austria           | + 37:58 m |
| 9     | Susan Haywood    | Stany Zjednoczone | + 40:18 m |
| 10    | Anna Ferrari     | Włochy            | + 40:46 m |

## Tabela medalowa
| Miejsce | Państwo  |   |   |   |   |
| ------- | -------- | - | - | - | - |
| 1.      | Norwegia | 1 | 0 | 0 | 1 |
|         | Włochy   | 1 | 0 | 0 | 1 |
| 3.      | Francja  | 0 | 1 | 0 | 1 |
|         | Rosja    | 0 | 1 | 0 | 1 |
| 5.      | Holandia | 0 | 0 | 1 | 1 |
|         | Słowenia | 0 | 0 | 1 | 1 |